# Rathaus (Bad Staffelstein)

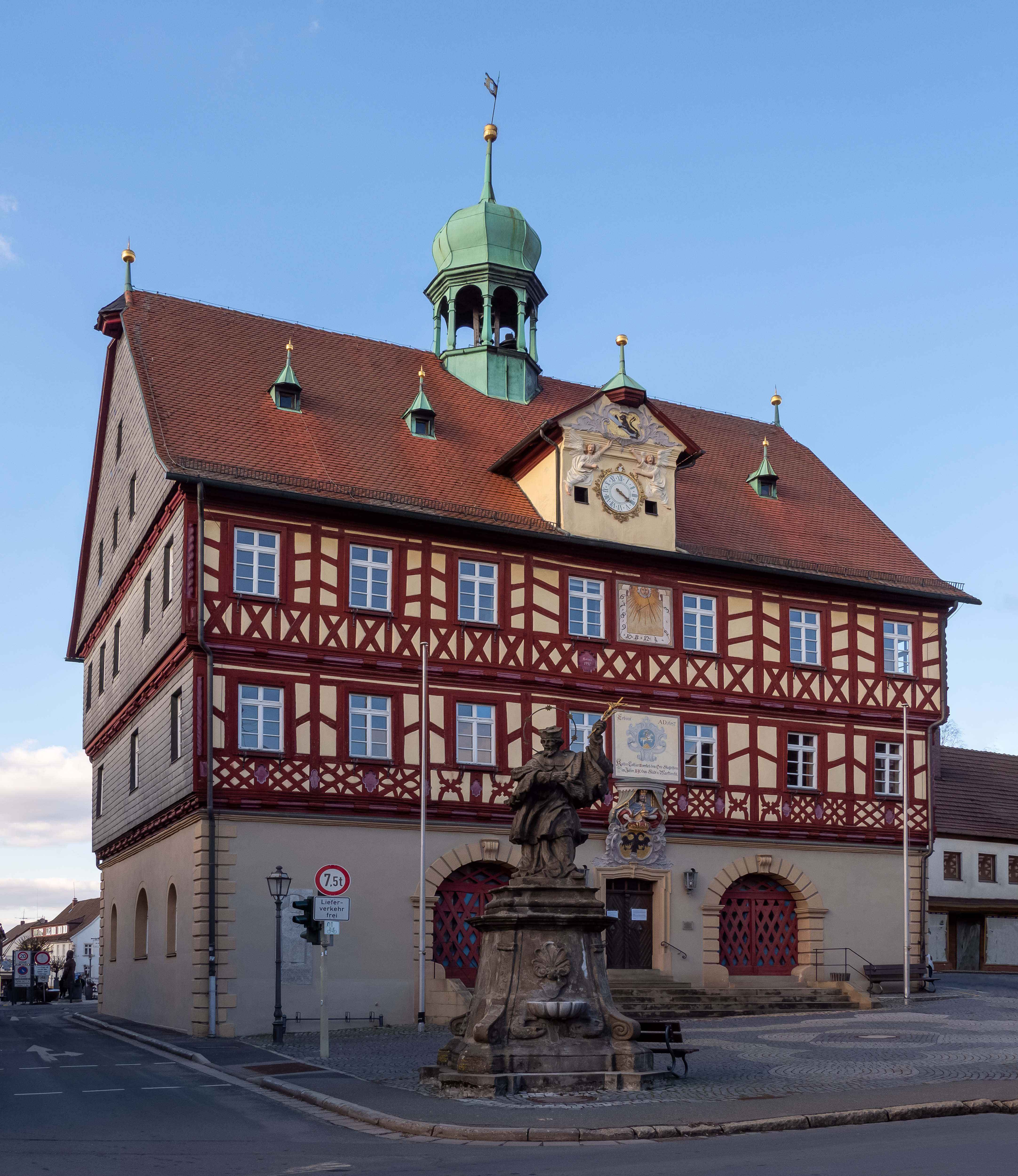
Rathaus in Bad Staffelstein

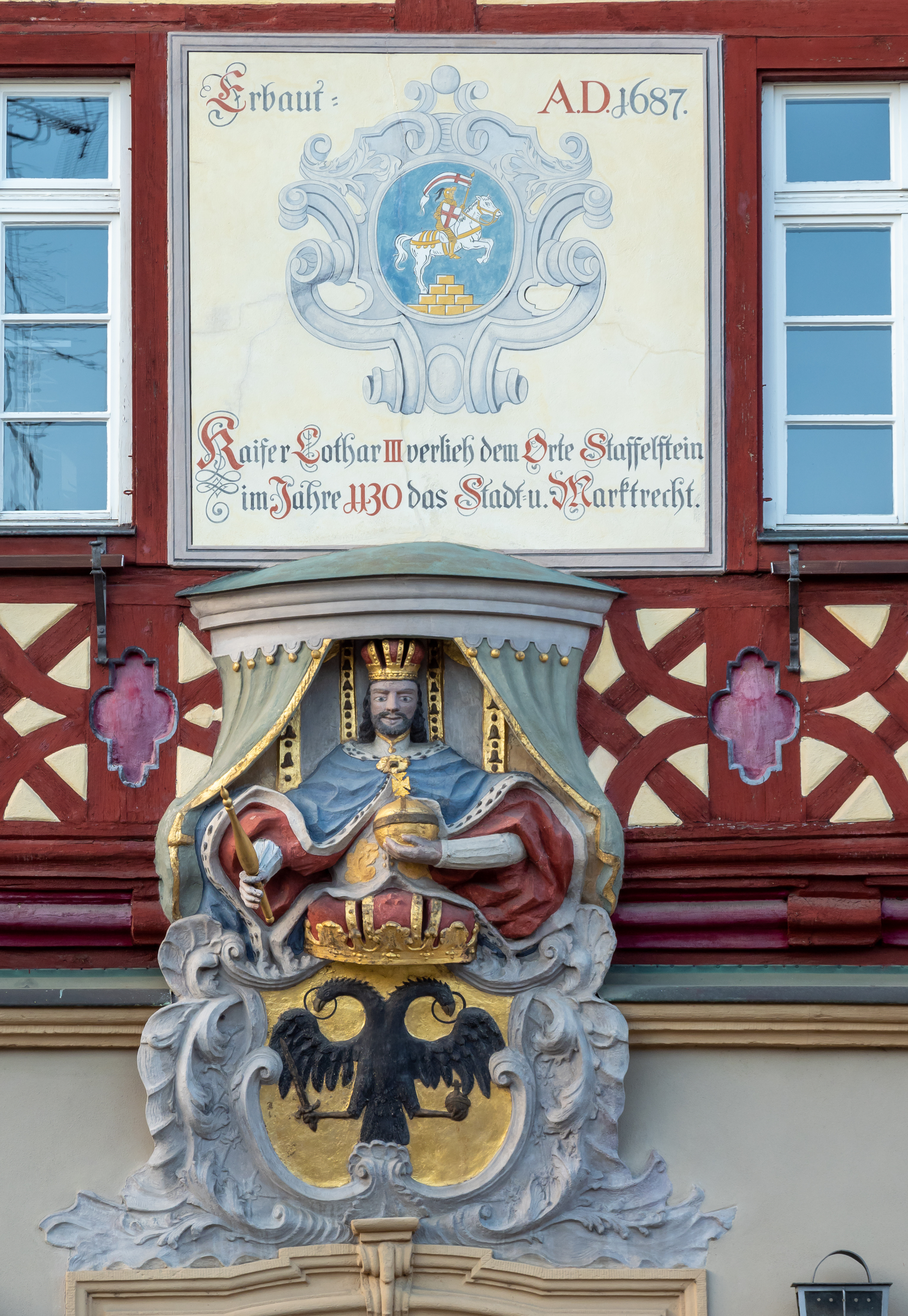
Relief Kaiser Heinrich II. und Tafel zur Marktrechtsverleihung

Das Rathaus der oberfränkischen Stadt Bad Staffelstein im Landkreis Lichtenfels entstand 1687. Der denkmalgeschützte Fachwerkbau steht allseitig frei im Stadtzentrum am Marktplatz.

## Geschichte
Das Staffelsteiner Rathaus wurde bei zwei Stadtbränden in den Jahren 1473 und 1684 stark beschädigt. Unter Verwendung der spätmittelalterlichen Erdgeschossmauern wurde es von 1684 bis 1687 nach den Plänen des Baumeisters Jacob Pless durch den Zimmermann Adam Kunzelmann aus Stübig mit zwei Fachwerkobergeschossen und einem Dachstuhl mit Dachreiter und Zwerchhaus neu errichtet. Im Erdgeschoss waren zwischen offenen Rundbogenarkaden die Stadtwaage und Verkaufsstände vorgesehen. Die Ratsstube, eine Küche und der Tanzsaal lagen im ersten Obergeschoss und waren ursprünglich über eine doppelläufige Außentreppe erschlossen. Die Tuchmacher- und Leinenweberstände nutzten das zweite Obergeschoss.
Mitte des 18. Jahrhunderts ließ die Gemeinde in der Hauptfront mittig ein neues Eingangsportal zwischen den Rundbogenarkaden und eine Innentreppe zum ersten Obergeschoss anlegen. Das Gebäude wurde barockisiert und entsprechend in der Hauptfront umgestaltet. Im Jahr 1870 wurde das erste Obergeschoss zur Aufnahme einer Präparandenschule und 1888 das zweite Obergeschoss für eine Wohnung des königlich bayerischen Oberamtsrichters umgebaut.:S. 237

## Baubeschreibung
Das spätmittelalterliche Erdgeschoss besteht aus verputztem Brocken- und Quadermauerwerk. Die Sandsteingliederungen mit verzahnter und genuteter Quaderung an den Kanten sowie mit umlaufendem Profilgesims als Geschossabschluss stammen aus der Zeit des Wiederaufbaus. In der Hauptfront im Süden befinden sich drei Portale, in der Mitte der rechteckige Haupteingang und seitlich je ein Rundbogenportal mit genuteter Quaderrahmung. Über dem Hauptportal ist das Wappen des Bamberger Domkapitels angebracht, ein goldener Schild mit dem schwarzen Doppeladler, auf dem eine Kaiserkrone ruht, gefolgt von einem Relief der Halbfigur Kaiser Heinrichs II., der das Zepter in der ausgestreckten Rechten und den Reichsapfel in der Linken vor der Brust hält. Die Plastik stammt vermutlich aus der Werkstatt des Staffelsteiner Stuckateurs Martin.:S. 239
Die beiden Fachwerkobergeschosse haben fünf zu sieben Fensterachsen und kragen leicht vor. Die Westseite ist verschiefert. In der Fensterzone des ersten Obergeschosses über dem Mittelportal befindet sich eine Wandmalerei mit dem Stadtwappen, der heilige Georg als Ritter auf einem Ross über einen gestaffelten Steinberg springend, und einer Inschrift, die an die Stadt- und Marktrechtsverleihung von 1130 erinnert und im zweiten Obergeschoss eine Sonnenuhr. Ein ziegelgedecktes, steiles Satteldach mit einem achtseitigen Dachreiter mit einem Glockenstuhl und einer offenen Haube sowie einem kleinen Zwerchhaus an der Traufseite bildet den oberen Abschluss. Im Zwerchhaus ist eine Uhr montiert, deren Zifferblatt von Ranken und zwei schwebenden Engeln umgeben ist. Über der Uhr befindet sich das Wappen des Bamberger Hochstifts, in Gold ein rotbewehrter und rotgezungter, schwarzer Löwe, überdeckt von einer silbernen Schrägleiste.:S. 240
Der Ratssaal in der südwestlichen Gebäudeecke im ersten Obergeschoss hat drei zu vier Fensterachsen. Seine Holzausstattung ist bauzeitlich. Die Wände sind bis auf die Höhe der Fensterbänke holzvertäfelt. Stützenfrei überspannen den Ratssaal zwei profilierte Unterzüge, darauf sind gespundete Bohlen angebracht.:S. 241